# Acetylacetonát železitý
Acetylacetonát železitý, zkráceně Fe(acac)3, je železitý komplex s acetylacetonátovými (acac) ligandy, patřící mezi acetylacetonáty kovů. Jedná se o na vzduchu stálou červenou pevnou látku, rozpustnou v nepolárních organických rozpouštědlech.

## Příprava
Fe(acac)3 se připravuje reakcí právě vysráženého Fe(OH)3 s acetylacetonem.
Fe(OH)3 + 3 HC5H7O2 → Fe(C5H7O2)3 + 3 H2O

## Struktura a vlastnosti
Fe(acac)3 je oktaedrický komplex obsahující šest rovnocenných vazeb Fe-O o délkách kolem 200 pm. Pravidelná geometrie odpovídá vysokospinovému Fe3+ jádru. Protože všechny orbitaly kovu obsahují sudý počet elektronů, tak se u komplexu neprojevuje Jahnův–Tellerův efekt a jeho molekulová symetrie je typu D3. Podobná sloučenina Mn(acac)3 má oktaedrickou strukturu více deformovanou. Pět nespárovaných d elektronů dodává komplexu paramagnetické vlastnosti, s magnetickým momentem 5,90 μB.
Fe(acac)3 má axiální chiralitu; Δ- a Λ-enantiomer se pomalu přeměňují jeden v druhý. Tyto přeměny probíhají dostatečně pomalu na to, aby bylo možné enantiomery od sebe částečně oddělit.

## Reakce
Fe(acac)3 může být použit jako reaktant a prekatalyzátor v organické chemii, přestože aktivní sloučeninu železa v těchto procesech obvykle nelze identifikovat. Fe(acac)3 je schopen spouštět křížové párovací reakce dienů vytvářející alkeny.
Fe(acac)3 katalyzuje dimerizaci isoprenu na směs 1,5-dimethyl-cyklookta-1,5-dienu a 2,5-dimethyl-cyklookta-1,5-dienu.
Fe(acac)3 se rovněž dá použít jako katalyzátor polymerizace 1,3-benzoxazinu.
Fe(acac)3 je také možné zapojit do katalýzy reakcí N-sulfonyloxaziridinů s alkeny za vzniku 1,3-oxazolidinů.